# Pablo Barbará Gómez
Pablo Barbará Gómez (España, 9 de marzo de 1973) es un diplomático español. Es el embajador de España en Mauritania (desde 2025).

## Biografía
Tras licenciarse en Geografía e Historia en la Universidad de Barcelona, ingresó en la Escuela Diplomática (2000).
En el extranjero estuvo destinado en las Embajadas de España en Egipto (2017-2020), Turquía (2014-2017), Honduras (2004 y 2007), Colombia (2011-2014) y Angola (2001-2004).; en la Misión Permanente de España ante la Unión Europea (Bruselas, 2022).
En el ministerio de Asuntos Exteriores, Unión Europea y de Cooperación ha sido: subdirector general para Oriente Próximo (2020-2022), subdirector general de Programas y Convenios Culturales y Científicos (2008-2010), jefe del Departamento de Coordinación de Relaciones Culturales y Científicas de la Agencia Española de Cooperación Internacional para el Desarrollo (AECID) (2010-2011) y vocal asesor en la Dirección General de Asuntos de Integración y Coordinación de Asuntos Generales y Económicos de la Unión Europea (2007-2008).
En marzo de 2025 fue nombrado embajador del Reino de España ante la República Islámica de Mauritania.

## Condecoraciones
Ha sido condecorado con:
- Cruz de la Orden de Isabel la Católica.
- Cruz y Encomienda de la Orden del Mérito Civil.